# Artur Władysław Potocki
Artur Władysław Potocki herbu Pilawa (ur. 14 czerwca 1850 w Krzeszowicach, zm. 26 marca 1890 tamże) – hrabia, austriacki szambelan od 1881, konserwatywny polityk galicyjski, kawaler maltański (w zakonie od 1886 roku), kawaler Honoru i Dewocji w Wielkim Przeoracie Czeskim.

## Życiorys
Syn Adama Potockiego i Katarzyny z Branickich, brat Andrzeja Kazimierza Potockiego i Róży Raczyńskiej. Został ochrzczony w Krzeszowicach i otrzymał imiona: Artur Władysław Józef Maria Potocki. Ukończył Gimnazjum św. Anny w Krakowie, potem studiował w Paryżu i Wrocławiu. Na rok przerwał studia, aby odbyć służbę wojskową w pułku strzelców w Czechach. 
Posiadał liczne majątki ziemskie: Krzeszowice, Staszowskie, Mędrzechów, Biała Cerkiew, Ruda.
Otrzymał tytuł szambelana austriackiego i dożywotniego członka austriackiej Izby Panów.
Jako działacz gospodarczy był członkiem licznych organizacji społecznych. W latach 1887–1889 był prezesem Towarzystwa Rolniczego Krakowskiego. Był prezesem Krakowskiego Towarzystwa Ubezpieczeniowego, oraz Rady Nadzorczej Od 1887 do 1890 pełnił funkcję prezesa Towarzystwa Wzajemnych Ubezpieczeń w Krakowie. Założył Towarzystwo Zaliczkowe w Krzeszowicach.
7 lipca 1877 poślubił Annę Różę Lubomirską (zmarła w 1881) i miał z nią trzy córki:
- Róża Maria Potocka,
- Zofia Maria Potocka,
- Anna Potocka.

Przyczyną jego śmierci był rak gardła. Został pochowany 29 marca 1890 w krypcie rodowej Potockich w Krzeszowicach.